# Phyllota pleurandroides
Phyllota pleurandroides là một loài thực vật có hoa trong họ Đậu. Loài này được F.Muell. miêu tả khoa học đầu tiên.